# Pablo Cedano Cedano

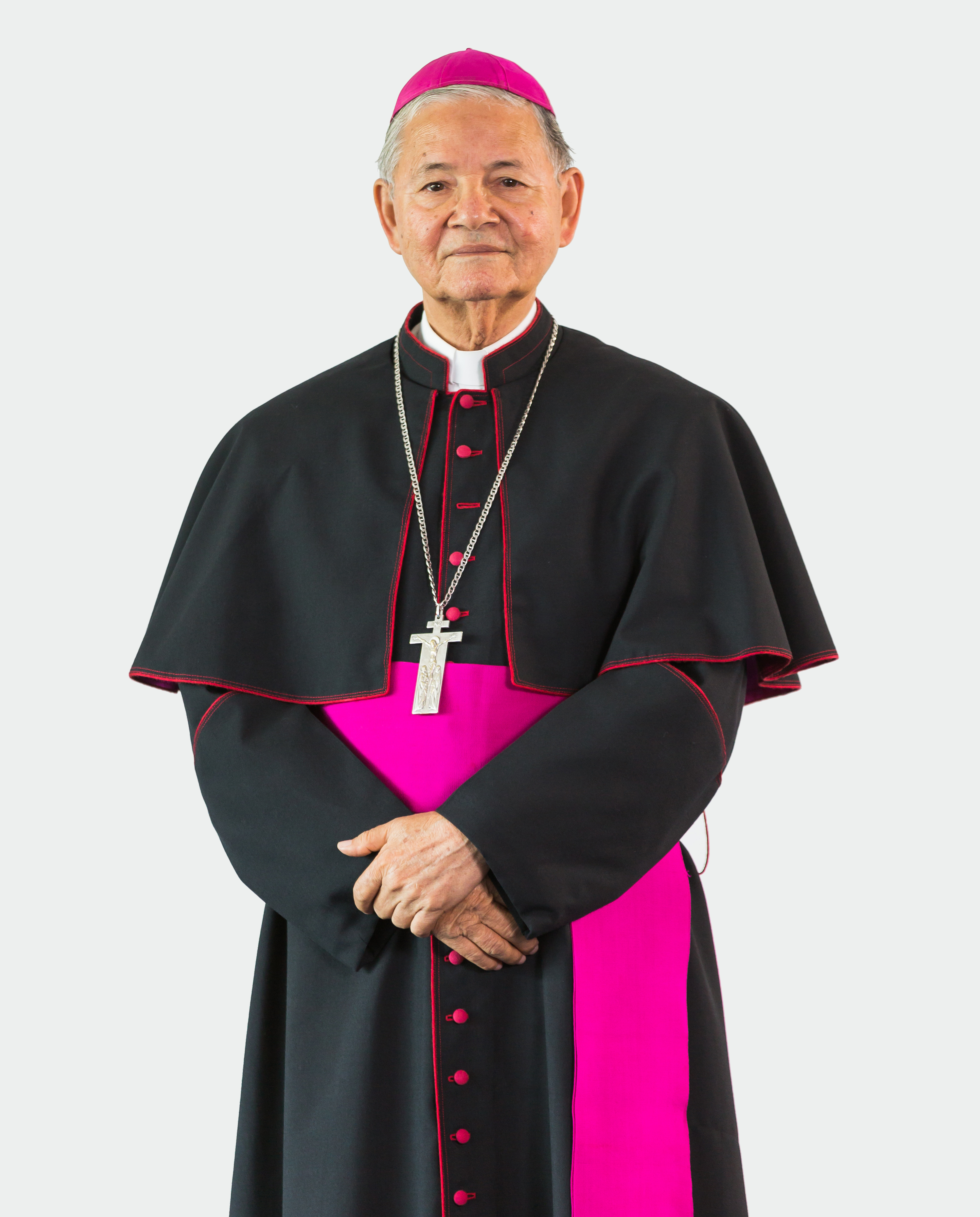
Pablo Cedano Cedano, 2014

Pablo Cedano Cedano (* 25. Januar 1936 in Higüey-Santana; † 19. November 2018 in Higüey) war ein dominikanischer Geistlicher und Weihbischof in Santo Domingo.

## Leben
Pablo Cedano Cedano empfing am 2. Juli 1967 die Priesterweihe.
Papst Johannes Paul II. ernannte ihn am 31. Mai 1996 Titularbischof von Vita und Weihbischof in Santo Domingo. Der Erzbischof von Santo Domingo, Nicolás de Jesús Kardinal López Rodríguez, spendete ihm am 6. Juli desselben Jahres die Bischofsweihe; Mitkonsekratoren waren Juan Félix Pepén y Solimán, Weihbischof in Santo Domingo, und Erzbischof François Robert Bacqué, Apostolischer Nuntius in der Dominikanischen Republik.
Am 31. Oktober 2013 nahm Papst Franziskus seinen altersbedingten Rücktritt an.